# Hypermarché
 (22 août 2017).

La disponibilité des hypermarchés dans le monde en 2013.
Des hypermarchés sont disponibles.
Des hypermarchés sont planifiés ou en cours de réalisation.
Pas d'hypermarché, mais il y en a eu précédemment.
Pas d'information ou pas d'hypermarché.

Un hypermarché est un commerce de détail en libre-service, de grande taille (définie en France par une surface égale ou supérieure à 2 500 m2).
Le dimensionnement et le mode de fonctionnement de ces « usines à vendre » reposent sur un modèle de gestion spécifique, censé leur assurer un avantage concurrentiel :
- l'assortiment de vente – très large et très profond, organisé par rayons – offre aux clients des produits alimentaires et non alimentaires et dégage pour le point de vente un panier moyen de vente plus élevé ;
- l'importance des volumes traités engendre des économies d'échelle : Les ratios de coûts de structure et de fonctionnement sont inférieurs à ceux des autres formes de commerces (supermarchés, supérettes, épiceries, etc.) et autorisent la pratique de prix de vente plus attractifs (ainsi que des prix promotionnels voire des prix d'appel sur certains produits) sans entamer la marge nette d'exploitation ;
- généralement situé en périphérie des villes, l'hypermarché – à condition de disposer d'une bonne accessibilité (positionnement au voisinage des axes majeurs de circulation, facilité de parking) – bénéficie d'une zone de chalandise (faisant l'objet d'actions de communication régulières et bien ciblées) suffisamment étendue pour lui assurer une bonne fréquentation.

## Définition
Un hypermarché est un magasin de grande taille et localisé en périphérie urbaine. Il propose au client une panoplie étendue et variée de produits (de 20 000 à 35 000 articles). 

## Concept
L'hypermarché est la transposition à grande échelle des supermarchés, nés dans les années 1930 aux États-Unis et au Canada, et implantés en Europe continentale dans les années 1950.
Le premier supermarché du Canada ouvre en 1934 à Montréal, sous la bannière Steinberg's, une entreprise familiale fondée en 1913.
Le développement de l’hypermarché est lié aux préceptes novateurs enseignés par le théoricien du commerce américain Bernardo Trujillo (« faire un ilot de pertes dans un océan de profit ») et correspond aux tendances de fond de la société : hausse du pouvoir d'achat, volonté de disposer d'un éventail accru de choix, démocratisation de l'automobile, etc.
Le terme « hypermarché » est inventé en 1968 par Jacques Pictet, créateur du magazine spécialisé LSA (Libre Service Actualités) et ancien cadre de la centrale d'achat Paridoc.

## Histoire
En Belgique, Maurice Cauwe, met en place courant 1961 la première « usine de distribution » européenne sous le nom « Super Bazar », un point de vente qui sera repris par Carrefour plus tard. Le premier magasin, ouvert à Bruges le 9 septembre, ne compte que 3 300 m2 et 166 places de parking. Cependant, dès le 15 septembre de la même année, un second complexe est inauguré à Auderghem (Bruxelles) qui offre une surface de vente de 9 100 m2 et un parking de 800 places.

### En France
L'émergence des hypermarchés traduit l'avènement de la société de consommation promue par les Trente Glorieuses. 
Le premier hypermarché de France s'ouvre le 15 juin 1963 à Sainte-Geneviève-des-Bois, au carrefour du Donjon, dans la banlieue sud de Paris,,, sous la bannière Carrefour. Avec 5 000 références produits différents il offre un vaste assortiment alimentaire et non-alimentaire en libre-service, dans un lieu unique (60 000 en 2013). Il s'étend sur 2 500 m2 et possède 450 places de stationnement, ainsi qu'une station-service où le prix du carburant ordinaire se veut compétitif. Ce concept, alors révolutionnaire, connaît un succès immédiat et change radicalement les modes de consommation des Français.
La nouveauté est telle que le magasin est béni par le curé de la paroisse et marrainé par Françoise Sagan, belle-sœur du cofondateur de Carrefour Jacques Defforey,,. On évoque à l'époque le terme de « grand magasin libre service »,. Le mot « hypermarché » est utilisé plus tardivement.
Le plus grand hypermarché d'Europe, quant à la surface, a longtemps été situé à Portet-sur-Garonne, près de Toulouse, où l'enseigne Carrefour ouvre en 1972, un hypermarché de 25 000 m2 (galerie non comprise), le nom du centre commercial est Grand Portet. Le Carrefour Grand Portet a été réduit à 18 000 m2.
En 2020, Carrefour Villiers-en-Bière est le plus grand avec environ 23 000 mètres carrés de surface de vente (galerie non comprise) mais aussi de plain-pied. Le premier hypermarché de France par le chiffre d'affaires est le magasin Auchan du centre commercial Vélizy 2 (Yvelines).
Les autres enseignes emboîteront ensuite le pas :
| Année | Magasin                 | Lieu                                                         |
| ----- | ----------------------- | ------------------------------------------------------------ |
| 1964  | Magasin E.Leclerc       | Landerneau                                                   |
| 1967  | Suma                    | Montfermeil en région parisienne, ouvert par Docks de France |
| 1967  | Auchan                  | Roncq dans le Nord                                           |
| 1968  | Rallye                  | Brest                                                        |
| 1968  | Mammouth                | Montceau-les-Mines (Saône-et-Loire)                          |
| 1968  | Euromarché              | Saint-Michel-sur-Orge (Essonne)                              |
| 1969  | Cora                    | Garges-lès-Gonesse                                           |
| 1970  | Géant Casino            | Marseille                                                    |
| 1972  | Continent               | Ormesson-sur-Marne (Val-de-Marne) par Promodès               |
| 1979  | Intermarché             | Eure                                                         |
| 1983  | Avenue (devenu Hyper U) | Mûrs-Erigné (Maine-et-Loire)                                 |

Malgré les lois limitant leurs implantations, le nombre d'hypermarchés a toujours augmenté notamment par l'agrandissement de supermarchés.
Le nombre d'hypermarchés en France progresse comme suit :
| 1966 | 1975 | 1980 | 1990 | 2001 | 2008 | 2019 |
| ---- | ---- | ---- | ---- | ---- | ---- | ---- |
| 2    | 284  | 391  | 767  | 1211 | 1594 | 2232 |

En 2019, le chiffre d'affaires des hypermarchés français était de 72 milliards d'euros (environ 1 000 euros par français) pour une surface de vente totale de 11 millions de m², soit environ 5 000 m² par magasin.

## Paramètres de gestion
Pour optimiser leurs résultats, les hypermarchés agissent sur une palette de paramètres.

### Paramètres liés aux ventes
- L'organisation de la surface de vente en mode libre-service
- La proposition d'un vaste assortiment alimentaire et non-alimentaire
- La pratique d'un taux de marque réduit sur tout l'assortiment : les volumes vendus compensent la faible marge unitaire
- L'offre renouvelée de promotions et de prix d'appel en fonction de la saison et des attentes de la clientèle
- L'usage généralisé des chariots
- La présence d'un parking et d'une station-service (prise en compte de la taille de la zone de chalandise et de l'usage de l'automobile)

### Paramètres financiers
Les hypermarchés vendent rapidement des produits qu'ils payent à leurs fournisseurs avec un délai de plusieurs semaines. Ils ont ainsi une trésorerie positive qu'ils peuvent faire fructifier.

## Hypermarchés en France
En France, les hypermarchés sont définis comme les « magasins du commerce de détail non spécialisés qui réalisent plus d'un tiers de leur chiffre d'affaires dans la vente de produits alimentaires, et d'une surface de vente égale ou supérieure à 2 500 m2 ». En 2008, 1 594 hypermarchés étaient présents en France métropolitaine.
D'après l'Insee, la surface de vente des hypermarchés est de 8,02 millions de mètres carrés en 2007 contre 4,7 millions en 1991. En exploitant les chiffres de l'INSEE, on constate que le nombre d'hypermarchés augmente de 32 unités par an de 1991 à 2001 et de 39 par an de 2001 à 2008.
On constate aussi que depuis 1991 la croissance des surfaces et du nombre d'hypermarchés s'est surtout faite chez les indépendants comme E.Leclerc ou Intermarché, les distributeurs intégrés comme Carrefour ou Auchan préférant — en tendance — se développer à l'international et construisant le plus souvent de très grandes unités mais peu nombreuses.

### Distribution spatiale

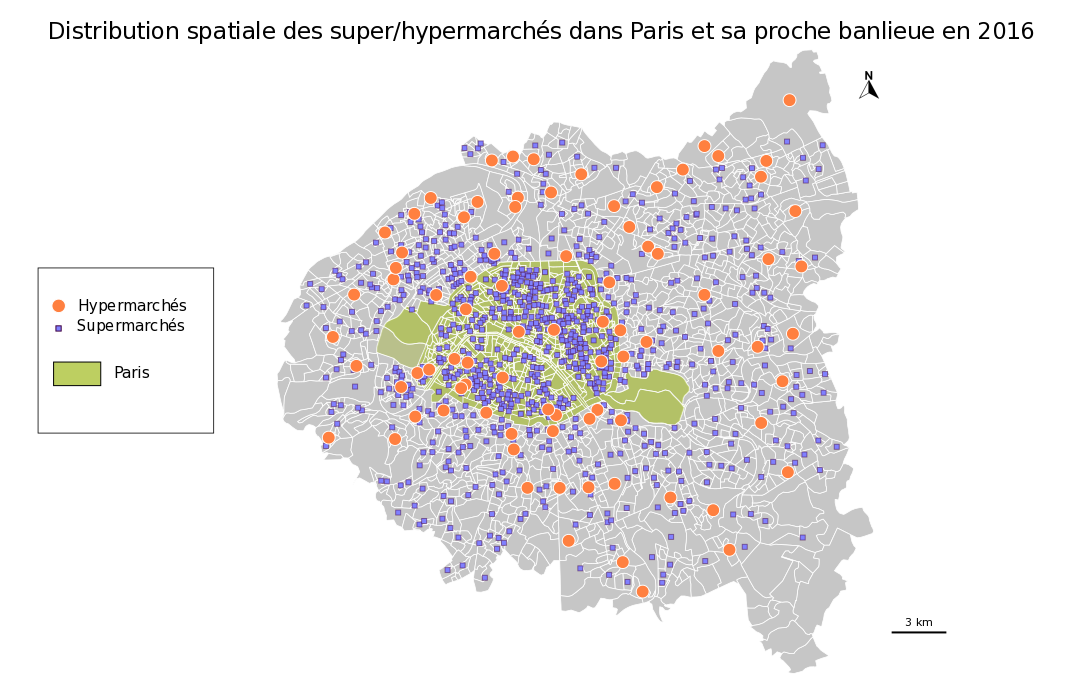
Carte de localisation des supermarchés et hypermarchés dans Paris et sa proche banlieue en 2016, (Source : Insee, Base permanente des équipements 2016).

Les hypermarchés se sont massivement installés au début des années 1970 en périphérie des villes dans un contexte de croissance urbaine au-delà des limites traditionnelles. L'importante taille des espaces disponibles, le faible coût des emplacements, la hausse du pouvoir d'achat des ménages ainsi que la facilité d'accès pour les automobilistes ont entraîné une véritable révolution commerciale périphérique. Les commerces situés en périphérie de la ville se regroupent sur les grands nœuds autoroutiers, et s'éloignent des lieux de concentration de population pour devenir aussi accessibles que possible par automobile. Ils échappent en cela à la logique mise en lumière par la géographe Bernadette Mérenne-Schoumaker, qui lie fortement commerce et densité de population.
Dans le cas de l'agglomération parisienne, le schéma est légèrement différent. Les hypermarchés se répartissent de manière relativement homogène sur le territoire, malgré une légère concentration à la périphérie. Les supermarchés se concentrent dans la capitale, tandis que les hypermarchés, souvent implantés dans les centres commerciaux, s'installent majoritairement en dehors de Paris, et s'en éloignent. Ils profitent notamment des grands nœuds autoroutiers, et des fortes concentrations de populations en banlieue.

### Répartition des hypermarchés par enseignes en France (2010)
| Enseigne     | Magasins | %       |
| ------------ | -------- | ------- |
| E.Leclerc    | 435      | 30,24 % |
| Carrefour    | 204      | 16,58 % |
| Auchan       | 124      | 9,33 %  |
| Géant Casino | 114      | 8,78 %  |
| Cora         | 59       | 4,39 %  |
| Hyper U      | 52       | 4,03 %  |
| Autres       | 312      | 24,07 % |
| Total        | 1 296    | 100 %   |

Source : LSA 2004 cité par L'Internaute. En 2008, la majorité des hypermarchés appartiennent à des indépendants.

### Nombre d'hypermarchés par enseignes en France en 2014
| Enseigne          | Magasins en 2014 |
| ----------------- | ---------------- |
| E.Leclerc         | 582              |
| Carrefour         | 237              |
| Auchan            | 144              |
| Géant Casino      | 129              |
| Intermarché Hyper | 85               |
| Hyper U           | 70               |
| Cora              | 59               |

### Avenir des hypermarchés en France
Différentes lois limitent très fortement l'implantation de nouveaux hypermarchés en France, néanmoins ils continuent de s'implanter dans le cadre de la création de nouveaux centres commerciaux ou de transfert-extension.
Les hypermarchés en France sont en perte de vitesse, surtout les très grands hypermarchés de plus de 10 000 m2 de surface de vente, subissant la concurrence des autres formes de commerce notamment du commerce sur internet. Les hypermarchés des sociétés intégrés comme Auchan, Carrefour, Casino, Cora souffrent particulièrement, même si les hypermarchés d'une entreprise comme E.Leclerc s'en sortent bien et continuent de se développer (30 ouvertures de plus en 2019). Beaucoup de grands groupes revendent les hypermarchés qu'ils avaient installés à l'étranger en particulier pour se désendetter.

## Environnement
Une étude de l’INRETS a calculé que les hypermarchés suscitent trois fois plus d’atteinte à l’environnement, par kilogramme d’achats, que le commerce de proximité, en raison d'une répartition modale défavorable des déplacements de la clientèle.

## Représentation dans les arts
L'écrivaine française Annie Ernaux publie en 2014 Regarde les lumières mon amour, un journal tenu pendant un an où elle consigne des observations en se rendant à l'hypermarché Auchan Les Trois Fontaines de Cergy.

### Documentaire
- Rémi Delescluse, Hypermarchés, la chute de l'empire, Arte, 2022.